# キッコーマンソイフーズ
キッコーマンソイフーズ株式会社は、東京都港区に本社を置く食品メーカー。

## 概要
国内市場占有率が首位の豆乳飲料事業で約67パーセント、業務用食材や調味料を提供する食材事業で約22パーセント、を売り上げる。
2006年6月、紀文食品グループからキッコーマンの傘下となる。豆乳飲料は紀文ブランドを継続しつつキッコーマン飲料が販売。2011年にキッコーマンのロゴマークが付され、2015年8月にはライセンスが切れて紀文のロゴが消えたが、紀文時代からの意匠である「鳥と太陽」は現在も継承している。

## 沿革
- 1939年12月18日 - 嶺岡山地の蛇紋岩からニッケルを生産する鉱山会社、鴨川ニッケル株式会社を設立する
- 1961年10月 - 東証2部に株式を上場する。
- 1962年 - 鴨川化成工業株式会社に社名を変更する。
- 1977年 - 紀文グループに参加し、グループ会社となる。
- 1983年 - 株式会社紀文フードケミファに商号を変更する。
- 1987年 - 子会社の株式会社アグミンを吸収して合併する。
- 2003年 - 子会社として株式会社アクアマテリアルを設立する。
- 2004年 - キッコーマンと資本業務提携する。
- 2006年
  - 3月 - 東証1部の指定を受ける。
  - 6月 - キッコーマンの連結子会社になる。
- 2008年
  - 7月28日 - 株式の上場を廃止する。
  - 8月1日 - 株式交換により、キッコーマンの完全子会社になる。
- 2009年4月1日 - 株式会社フードケミファに商号を変更する。
- 2010年4月1日 - 飲料事業部の飲料販売事業を、吸収分割によりキッコーマン飲料株式会社へ継承する。
- 2011年4月1日 - 化成品事業を新設分割によりキッコーマンバイオケミファへ継承し、キッコーマンソイフーズ株式会社に商号を変更する。
- 2017年9月19日 - 本社を東京都中央区入船から港区西新橋に移転[2]。

## 事業所
- 埼玉工場、新埼玉工場 - 埼玉県狭山市
- 岐阜工場 - 岐阜県瑞穂市
- 鴨川事業所 - 千葉県鴨川市
- 茨城工場 旧：イトシア本社工場 - 茨城県五霞町

## 関連会社
- 紀文食品
- 紀文フレッシュシステム
- 米と炭
- ベノア
- アクアマテリアル